# Personaggi di Batman - Cavaliere della notte
Di seguito la lista di tutti i personaggi comparsi nella serie Batman - Cavaliere della notte:

## Personaggi principali
- Bruce Wayne / Batman (stagioni 1-2), voce originale di Kevin Conroy, italiana di Marco Balzarotti.
È il Cavaliere Oscuro che protegge Gotham City dalla criminalità, sotto la cui maschera si cela il CEO della Wayne Enterpreises Bruce Wayne. Ad accompagnarlo nella lotta contro il crimine, oltre a Barbara Gordon (la supereroina Batgirl) e il fido maggiordomo Alfred, c'è il giovane Tim Drake nei panni del nuovo Robin. Tim ha preso il posto di Dick Grayson, che ha deciso di diventare Nightwing, un supereroe indipendente.
- Tim Drake / Robin (stagioni 1-2), voce originale di Mathew Valencia, italiana di Davide Garbolino.
È il nuovo Robin, che ha preso il posto di Dick Grayson nella lotta contro il crimine insieme a Batman e Batgirl. Il piccolo Tim cresce in un quartiere malfamato e si dà a piccoli furti, fin quando non si imbatte in Due Facce, che cercava un dispositivo di proprietà del padre di Tim, a sua volta trovato morto in mare. Una volta aiutato Batman a sconfiggere il criminale, Tim riesce a convincere il Cavaliere Oscuro a diventare il nuovo "ragazzo meraviglia".
- Barbara Gordon / Batgirl (stagioni 1-2), voce originale di Tara Strong, italiana di Debora Magnaghi.
È una studentessa universitaria figlia del commissario di polizia di Gotham James Gordon. In segreto è però la supereroina che combatte il crimine nei panni di Batgirl, al fianco di Batman, Robin e saltuariamente Nightwing. In un flashback nella serie viene mostrato il momento in cui Bruce, dopo aver detto a Barbara che è Batman, le dice che ha scoperto il suo segreto.
- Dick Grayson / Nightwing (stagioni 1-2), voce originale di Loren Lester, italiana di Simone D'Andrea.
È un supereroe indipendente che opera principalmente a Blüdhaven. È stato Robin fino a tre anni prima dell'inizio della serie, fin quando decide di separarsi da Bruce e intraprende un lungo viaggio per allenarsi. Tra i motivi che gli hanno fatto lasciare il ruolo di Robin, c'è sicuramente il desiderio di indipendenza, la mancata presenza di Bruce alla sua laurea e il fatto che Bruce non gli abbia rivelato il segreto di Barbara che aveva scoperto.
- Alfred Pennyworth (stagioni 1-2), voce originale di Efrem Zimbalist Jr., italiana di Franco Sangermano.
È il fedele maggiordomo di casa Wayne, che non esita a fornire preziosi consigli a Batman o ad aiutare la squadra nei momenti difficili. È una persona su cui si può fare grande affidamento e costituisce anche la figura paterna oltre che la voce della ragione di Bruce e degli altri membri della Batfamily. A differenza di Bruce, Alfred spinge Tim ad indossare i panni di Robin e lo incoraggia in diverse situazioni.
- James Gordon (stagioni 1-2), voce originale di Bob Hastings, italiana di Enrico Bertorelli.
È il commissario della polizia di Gotham City e padre di Barbara Gordon. È un grande amico di Batman, che molto spesso aiuta nelle indagini o gli fornisce informazioni preziose che consentono al Cavaliere Oscuro di portare avanti un caso. Quando Barbara provò a dire il suo segreto a suo padre, Gordon le disse che non era necessario sottolineando il fatto che fosse una donna adulta e che si fida delle sue decisioni, qualunque esse siano.

## Personaggi secondari
- Selina Kyle / Catwoman (stagioni 1-2), voce originale di Adrienne Barbeau, italiana di Marina Thovez.
È una ladra di gioielli che ama i gatti e più in generale i felini.
- Harvey Bullock (stagioni 1-2), voce originale di Robert Costanzo, italiana di Orlando Mezzabotta (ep. 1×1-2×5) e Oliviero Corbetta (ep. 2×6-2×7).
È un detective del dipartimento di polizia di Gotham. È molto sarcastico e scontroso soprattutto nei confronti di Batman, con il quale non scorre buon sangue. Esegue gli ordini del commissario Gordon e generalmente lavora al fianco dell'agente Renee Montoya.
- Renee Montoya (stagioni 1-2), voce originale di Liane Schirmer, italiana di Dania Cericola.
È un detective del dipartimento di polizia di Gotham City. Rispetto alla serie precedente, ha ottenuto una promozione in grado passando da poliziotta a detective. Non solo è dedita al suo lavoro, ma ha anche un forte legame con il commissario Gordon e il suo partner semi-regolare Harvey Bullock.
- Kara Kent / Supergirl (stagione 2), voce originale di Nicholle Tom, italiana di Elda Olivieri
È la cugina kryptoniana di Superman. Quando Livewire si è spostata a Gotham e Superman era fuori città, Supergirl si alleò con Batigirl per fermarla, a causa dell'assenza temporanea di Superman. Il duo riuscirà a sconfiggere Livewire, il quale a sua volta si era alleata con Poison Ivy e Harley Quinn.
- Jason Blood / Etrigan il Demone (stagione 1-2), voce originale di Billy Zane, italiana di Claudio Moneta.
È un famoso paranormalista che in realtà porta dentro di sé un terribile segreto. Secoli prima, la sua forza vitale fu misticamente fusa con Etrigan, uno dei demoni più vili della Perdizione. Il legame con Etrigan ha dato a Blood una vita eterna e un potente spirito, ma incontrollabile, che poteva richiamare nei momenti di bisogno. Batman cercherà l'aiuto di Jason Blood quando uno scontro con grandi forze soprannaturali diventerà inevitabile.
- Jack Ryder / Creeper (stagioni 1-2), voce originale di Jeff Bennett, italiana di Luca Sandri (ep. 1×3), Patrizio Prata (ep. 1×7), Gianfranco Gamba (ep. 1×11) e Claudio Moneta (st. 2).
È un giornalista inviato per il Gotham Insider. Durante un suo servizio sulle origini del Joker, il clown si presentò mentre Ryder faceva il servizio e lo gettò nella stessa vasca di sostanze chimiche che lo ha trasformato. La vasca, mescolata al gas esilarante del Joker, lo mutò in una bizzarra creatura superumana, l'incarnazione vivente della personalità selvaggia sepolta dentro di lui. Soprannominato il "Creeper", la folle creatura ha aiutato a suo modo Batman a catturare il Joker.

## Antagonisti
- Jack Napier / Joker (stagioni 1-2), voce originale di Mark Hamill, italiana di Riccardo Peroni.
È l'antagonista principale della serie e arcinemico di Batman. È un clown psicopatico che non esita a ricorrere alla violenza o all'omicidio per portare a termine i suoi piani. Dopo un periodo a Metropolis in cui si allea con Lex Luthor, ricevette un'eredità da 250 milioni di dollari dal suo ex rivale Edward "Re" Barlowe, che però perderà da lì a poco. Nel corso della serie si scontrerà anche con il folle Creeper, alias il giornalista Jack Ryder, che vuole vendicarsi del Joker che l'ha ridotto in questa condizione.
- Harvey Dent / Due Facce (stagioni 1-2), voce originale di Richard Moll, italiana di Salvatore Landolina.
È l'antagonista secondario della serie, e un ex procuratore distrettuale rimasto sfigurato, ora è un boss criminale dotato di una doppia personalità e noto per decidere la sorte delle sue vittime con il lancio di una moneta. Svilupperà anche una terza personalità conosciuta come Il Giudice, operando come un vigilante spietato per condannare tutti coloro che secondo lui erano colpevoli: dopo aver tentato di uccidere il Pinguino e Killer Croc, cercherà di uccidere anche sé stesso.
- Oswald Cobblepot / Pinguino (stagioni 1-2), voce originale di Paul Williams, italiana di Vittorio Bestoso.
È un gentiluomo criminale molto colto, noto per il suo amore per la cultura e per i volatili. È il proprietario di un locale chiamato Iceberg Lounge.
- Harleen Quinzel / Harley Quinn (stagioni 1-2), voce originale di Arleen Sorkin, italiana di Jasmine Laurenti (st. 1) e Marcella Silvestri (st. 2).
È una criminale assistente e complice del Joker, di cui è perdutamente innamorata. Nella serie verranno esplorate anche le sue origini, nell'episodio Amore folle, di quando era una psicologa ad Arkham e s'innamorò del Joker. Grande amica di Edera Velenosa, insieme piegheranno al loro volere Bruce Wayne per costringerlo a fare spese folli al centro commerciale. Insieme ad Ivy, si alleerà anche con Livewire, nemica di Superman, e si scontrerà con Batgirl e Supergirl.
- Pamela Isley / Edera Velenosa[N 1] (stagioni 1-2), voce originale di Diane Pershing, italiana di Patrizia Scianca.
È un'eco-terrorista ossessionata dalle piante che tenta di proteggere scagliandosi contro i miliardari proprietari di industrie che rovinano a suo dire l'ecosistema. È una grande amica di Harley Quinn, criminale spalla del Joker, insieme al quale si unirà con Livewire per formare un micidiale trio del crimine.
- Victor Fries / Dottor Freddo[N 2] (stagione 1), voce originale di Michael Ansara, italiana di Mario Zucca.
È un criminale il cui scopo è sempre stato quello di cercare una cura per Nora, la moglie malata, fin quando questa non è stata curata dalla Wayne Tech. Intanto gli effetti dell'incidente che lo avevano reso "immortale" hanno causato il deterioramento del suo corpo. Quando il Dottor Freddo fu in grado di rapire i medici per fermare i progressi del deterioramento, questi riuscirono a salvare soltanto la testa.
- Jonathan Crane / Spauracchio[N 3] (stagione 1), voce originale di Jeffrey Combs, italiana di Aldo Stella.
È un ex professore universitario specializzato sulla paura, che utilizza come strumento per terrorizzare Gotham grazie ad una potente tossina allucinogena. Una delle sue vittime è stata Batgirl, che ha sognato la sua morte e tutto ciò che ne conseguiva. Una variante della sua tossina, che ha testato su Batman, prevedeva che la vittima fosse incapace di provare la paura.
- Waylon Jones / Killer Croc (stagioni 1-2), voce originale di Aron Kincaid, italiana di Mario Scarabelli.
È un criminale mostruoso ed ex wrestler professionista con la pelle simile a quella di un coccodrillo a causa di una rara malattia. Inizierà una breve storia con Baby Doll, dopo che questa lo ha aiutato a fuggire di prigione, con la quale diventerà una coppia di criminali nota come "Gotham's Bonnie and Clyde". Tempo dopo ha subito un tentativo di omicidio da parte de Il Giudice, pericoloso vigilante che si fa giustizia da solo.
- Bane (stagione 1), voce originale di Henry Silva, italiana di Massimiliano Lotti.
È un astuto mercenario proveniente dal sud America, trasformato in un super-soldato grazie ad una sostanza chimica simile agli steroidi chiamata "Venom", la quale gli viene impiantata direttamente nel cervello e che gli permette di aumentare la massa muscolare. Nella serie compare solamente in un'allucinazione di Batgirl causata dalla tossina dello Spaventapasseri.
- Jervis Tetch / Cappellaio Matto (stagioni 1-2), voce originale di Roddy McDowall, italiana di Guido Rutta.
È un criminale esperto in ingegneria, capace di creare dei dispositivi che gli permettono di controllare la mente altrui. Ossessionato dal libro Alice nel paese delle meraviglie, tenterà di manipolare anche gli animali del circo in cui è cresciuto Dick Grayson per costringerli a fare grossi furti per conto suo.
- Matt Hagen / Uomo d'Argilla[N 4] (stagione 1), voce originale di Ron Perlman, italiana di Tony Fuochi.
È un criminale metaumano interamente d'argilla capace di mutare forma a proprio piacimento. Dopo lo scontro con Batman nella serie precedente in cui sembrava aver perso la vita cadendo in mare, è riuscito a ricostituirsi grazie a delle sostanze chimiche con cui è entrato in contatto. Non essendo in grado di riprendere una forma, ha creato una ragazzina dal suo corpo per fare un sopralluogo in città.
- Arnold Wesker / Ventriloquo e Scarface (stagione 1), voce originale di George Dzundza, italiana di Giovanni Battezzato.
È un criminale apparentemente mite che guida la sua banda dando ordini tramite un manichino spietato di nome Scarface. Dotato di un disturbo di personalità multipla, Wesker e Scarface sono due personalità completamente separate che occupano lo stesso corpo. Wesker verrà liberato da Arkham poiché dichiarato sano di mente, anche se gli scagnozzi di Scarface cercano di fargli riprendere il controllo del manichino per tornare a guidare la banda criminale.
- Garfield Lynns / Falena di Fuoco[N 5] (stagioni 1-2), voce originale di Mark Rolston, italiana di Claudio Moneta (st. 1) e Guido Rutta (st. 2).
È un genio degli effetti speciali e pirotecnico, il quale lavora per la sua ex fidanzata, la cantante pop Cassidy. Dopo la separazione, Garfield continuò ad importunarla fin quando Cassidy non lo licenziò. Incapace di sopportare il rifiuto, Garfield giurò vendetta alla cantante pop diventando il cattivo ossessionato dal fuoco, Firefly. Dopo diversi tentativi sarà Batman, grazie ad una speciale tuta ignifuga, a fermarlo e consegnarlo alle autorità.
- Mary Dahl / Baby Doll (stagione 1), voce originale di Laraine Newman, italiana di Jasmine Laurenti.
È una criminale che soffre di ipoplasia, un tempo attrice di successo e protagonista della sitcom Baby Doll impazzita dopo la cancellazione della serie. Dopo un breve lavoro come receptionist in un albergo a Gotham, si allea con il criminale Killer Croc, il quale farà evadere da Arkham. I due diventano per un breve periodo una coppia (anche se Croc non ricambia il sentimento di Baby Doll) e vivono insieme nelle fogne, dove progettano i loro piani criminali.
- Leslie Willis / Livewire (stagione 2), voce originale di Lori Petty, italiana di Jasmine Laurenti.
È un ex deejay trasformata in seguito ad un incidente in una supercriminale elettrocinetica decisa a vendicarsi contro Superman. Si trasferisce temporaneamente a Gotham dove si alleerà con Edera Velenosa e Harley Quinn.
- Paige Monroe / Ragazza Calendario (stagione 1), voce originale di Sela Ward, italiana di Elda Olivieri.                                            È una ex-supermodella che si è data al crimine, dopo che il suo agente la licenziò all'età di 30 anni, sostituendola con ragazze più giovani di lei. Soffre di dismorfofobia ed è per questo motivo che indossa una maschera, nonostante sia ancora bellissima e dei costumi con dei colori che richiamano il tema di una stagione diversa per ogni contratto scaduto. Decide di rapire con l'aiuto di tre uomini, anch'essi fisicamente attraenti, tre dei suoi ex datori di lavoro che sono proprietari delle aziende di moda Gotham Motors e Donna Days Fashion. Viene fermata da Batman e Batgirl e smascherata dal detective Bullock.